# پل گرمابه
پل گرمابه مربوط به دوره ساسانیان است و در شهرستان دلفان، بین نور آباد، هرسین واقع شده و این اثر در تاریخ ۱۰ مهر ۱۳۸۰ با شمارهٔ ثبت ۴۰۸۲ به‌عنوان یکی از آثار ملی ایران به ثبت رسیده است.